# باکتری‌شناسی
باکتِری‌شناسی (به انگلیسی: Bacteriology) زیرشاخه‌ای از دانش میکرب‌شناسی است که به مطالعهٔ شکل، ساختمان، سوخت‌وساز و فیزیولوژی باکتری‌ها و همچنین رابطهٔ آن‌ها با انسان‌ها، جانوران و ماده‌های بی‌جان طبیعت می‌پردازد. باکتری‌شناسی شامل شناسایی، رده‌بندی و بررسی ویژگی‌های گونه‌های باکتریایی است.
باکتری‌ها گوناگون‌ترین و مهم‌ترین ریزجانداران هستند. شمار کمی از آن‌ها در انسان و جانوران و گیاهان، بیماری‌زا است. به‌طور کلی بدون فعالیت آن‌ها، زندگانی بر روی زمین مختل می‌شود. مطمئناً یوکاریوتها از جانداران باکتری‌مانند به وجود آمده‌اند. با توجه به اینکه باکتری‌ها ساختمان ساده‌ای داشته و می‌توان به آسانی بسیاری از آن‌ها را در آزمایشگاه کشت داد و تحت کنترل درآورد، میکرب‌شناسان مطالعهٔ گسترده‌ای دربارهٔ فرایندهای حیاتی آن‌ها انجام داده‌اند.

## دسته‌بندی باکتری‌شناسی
باکتری‌شناسی به سه دستهٔ کلی تقسیم می‌شود:

### باکتری‌شناسی پزشکی و دامپزشکی
پیوندهای میان باکتری‌ها با انسان و باکتری‌ها با جانوران و همچنین بیماری‌هایی که توسط آن‌ها ایجاد می‌شود را مطالعه می‌کند.

### باکتری‌شناسی خوراکی و صنعتی
پیوند باکتری‌ها با خوراک (فساد و تخمیرها) در صنعت کنسروسازی، صنعت نوشیدنی‌های الکلی و آنتی‌بیوتیکسازی را مطالعه می‌کند.

### باکتری‌شناسی خاک و دریا
پیوند باکتری‌ها با عناصر بی‌جان خاک و آب دریا را مطالعه می‌کند.